# Agapetus theischingeri
Agapetus theischingeri är en nattsländeart som beskrevs av Malicky 1980. Agapetus theischingeri ingår i släktet Agapetus och familjen stenhusnattsländor. Inga underarter finns listade i Catalogue of Life.